# Frances Schroth
Pour les articles homonymes, voir Schroth.
Frances Cowells Schroth, née le 11 avril 1893 à Toledo (Ohio) et morte le 6 octobre 1961 à Guadalajara (Mexique), est une nageuse américaine.

## Biographie
Aux Jeux olympiques de 1920 à Anvers, Frances Schroth remporte la médaille d'or du relais 4×100 mètres nage libre avec Margaret Woodbridge, Irene Guest et Ethelda Bleibtrey. Elle est aussi médaillée de bronze du 100 mètres nage libre et du 300 mètres nage libre. Elle est l'épouse du joueur de water-polo George Schroth.